# عبدو كونتي
عبدو كونتي (مواليد 24 مارس 1998) هو لاعب كرة قدم يلعب كمدافع أو ظهير أيسر في نادي تروا.